# Битва за Дели (1757)
Битва за Дели (1757 г.), также известная как Вторая битва за Дели — битва, произошедшая 11 августа 1757 года между Маратхской империей под командованием Рагхунатха Рао и Княжеством Рохилкханд под командованием Наджиба ад-Даулы, который находился под сюзеренитетом Дурранийской империи и платил ей дань. Битва велась маратхами за контроль над Дели, бывшей столицей Империи Великих Моголов, в которую вторгся вождь Рохилкханда Наджиб аб-Даула в результате четвёртого похода в Индию Ахмад-шаха Дуррани.

## Предыстория
Ахмад-шах Дуррани в начале 1757 года в четвёртый раз вторгся в Северную Индию. В январе 1757 года он вошёл в Дели и захватил императора Великих Моголов Аламгира II в плен, но по возвращении в апреле 1757 года вновь посадил Аламгира II на трон Дели в качестве титульного главы. Однако фактический контроль над Дели был передан Наджибу ад-Дауле, который пообещал платить Ахмад-шаху ежегодную дань в размере 20 лакх рупий. Наджиб также помогал Ахмад-шаху в его четвёртом походе в Индию и завоевал доверие афганского императора. Можно сказать, что он был сюзереном Ахмад-шаха. Таким образом, Наджиб стал фактическим правителем Дели, а Аламгир II был марионеточным императором под его контролем.
Будучи вассалами и платящими маратхов дань, Аламгир II и его визирь Имад-уль-Мульк были встревожены всеми этими событиями, и поэтому они попросили маратхов помочь им избавиться от людей Ахмад-шаха.
Для освобождения Дели был отправлен контингент из 40 000 маратхов.

## Ход битвы
Маратхи расположились лагерем напротив Красного форта на другом берегу реки Ямуны. Наджиб поручил Кутб-шаху и мулле Аман-хану командовать 2500 пехотинцами, а сам командовал другим пехотным контингентом из 5000 элитных афганских войск и тяжёлой артиллерией, который был развернут им, чтобы не допустить входа маратхов в город. Битва началась 11 августа, и после двух недель интенсивных боев с тяжёлыми потерями среди афганцев Наджиб сдался и попал в плен к маратхам.
Командующий маратхами Рагхунатх Рао приказал немедленно вывести Наджиба из Дели вместе с данью в размере 50 лакх рупий. Наджиб также пообещал им, что он никогда больше не вернётся в Дели и не будет угрожать каким-либо фортам маратхов.

## Последствия
Маратхи стали де-факто правителями Дели. Рагхунатх Рао назначил Антаджи Манкешвара губернатором провинции Дели, в то время как Аламгир II снова остался номинальным главой без фактической власти.